# Vaktstugan, Rosendals slott

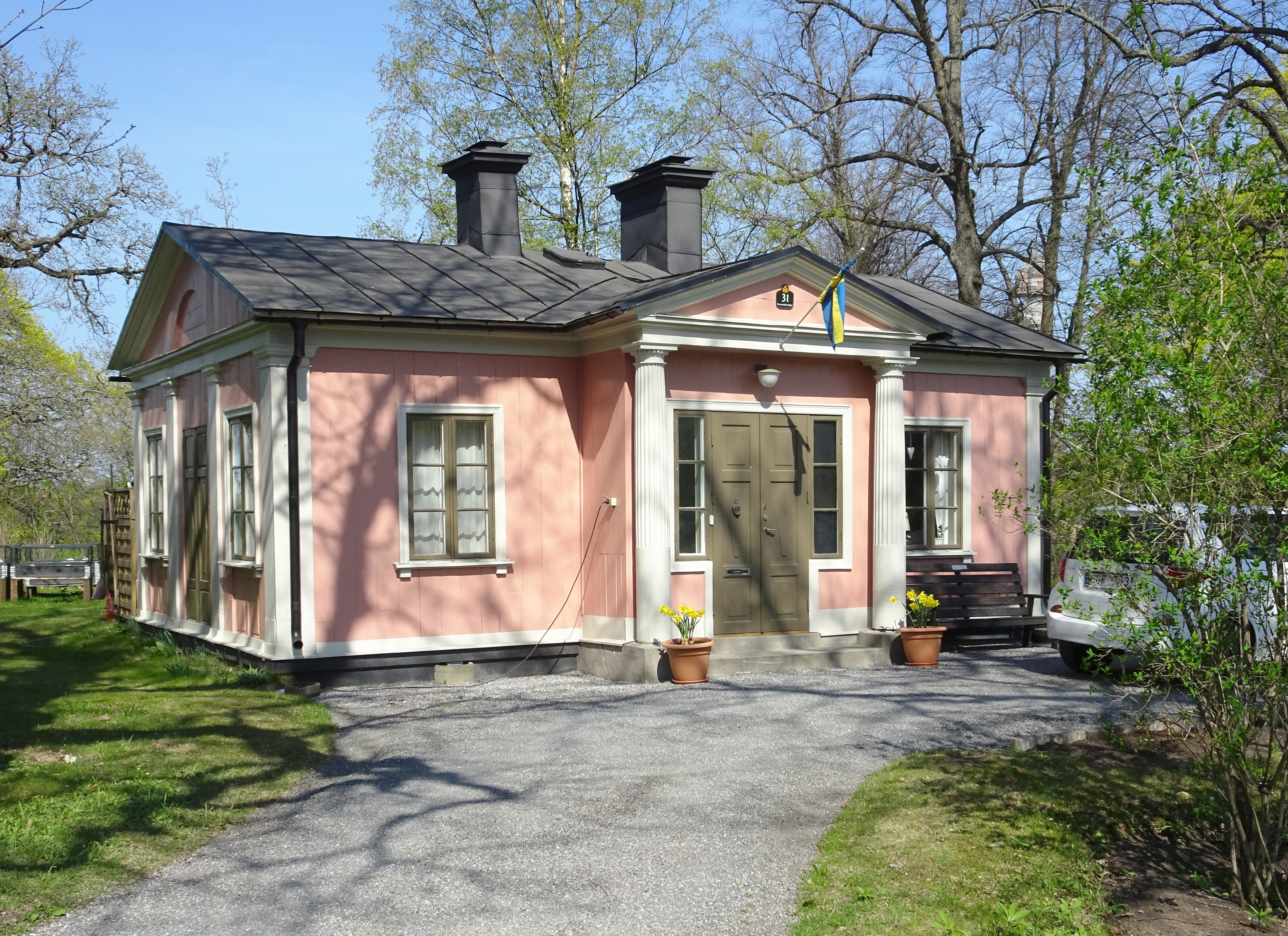
Vaktstugan, fasad mot söder, april 2019.

Vaktstugan kallas en mindre byggnad vid Rosendalsvägen 31 på Rosendals slottsområde på Södra Djurgården i Stockholm. Huset är blåmärkt av Stadsmuseet i Stockholm, vilket innebär "att bebyggelsen bedöms ha synnerligen höga kulturhistoriska värden".

## Beskrivning

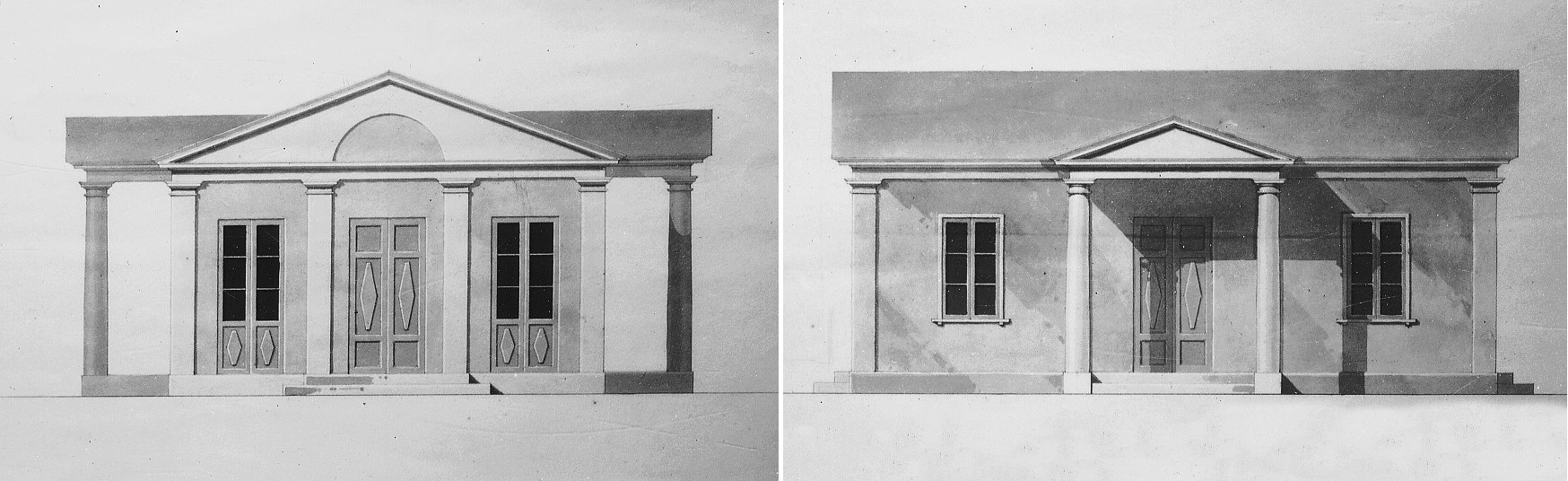
Originalritningar från 1820-talet.

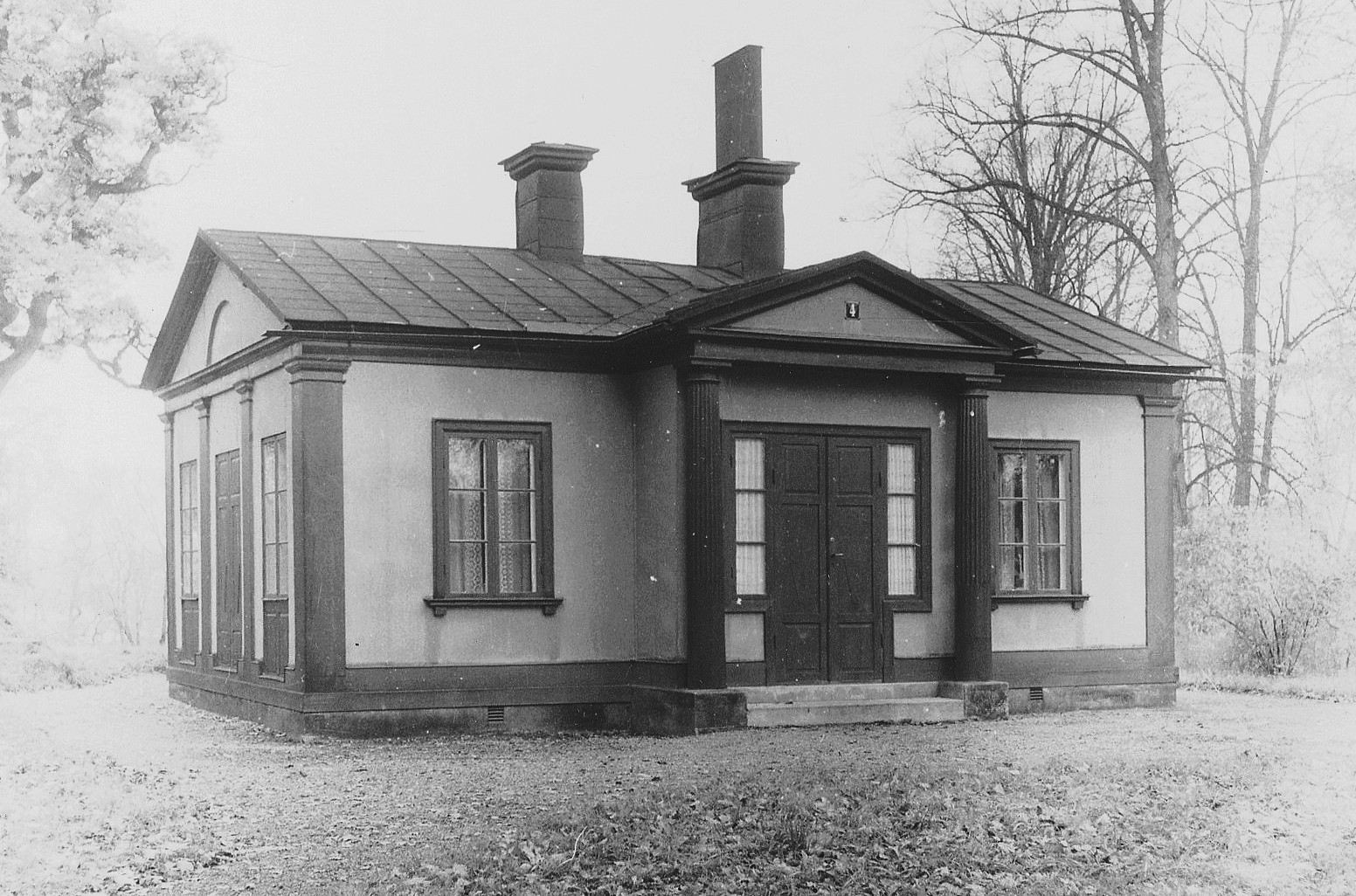
Vaktstugan, oktober 1946.

Det lilla huset med fasader målade i gammalrosa och pilaster samt fönster- och dörrfoder i varmvit kulör uppfördes 1820 efter ritningar av arkitekt Fredrik August Lidströmer. Han var kung Karl XIV:s arkitekt innan den befattningen övertogs av vännen och kollegan Fredrik Blom. Vaktstugan är dock konstruerad enligt Bloms innovativa uppfinning för flyttbara hus. Väggar, golv och tak är prefabricerade moduler bestående av dubbla brädväggar med lufttät papp emellan. Modulerna tillverkades på Bloms verkstad vid Klara sjö (på platsen för nuvarande Stockholms central).
Vaktstugan är formgiven i den typiska Djurgårdsempiren (även kallad Karl Johansstil) och hade ursprungligen samma utseende på båda långfasaderna med en dominerande frontespis med fronton som bärs upp av två kolonner. Den södra är fortfarande bevarad medan den norra revs 1910. Huset kallades ursprungligen både Lakejpaviljongen och Officerspaviljongen. Efter att det beboddes av slottets vaktmästare kallas det numera Vaktstugan. Byggnaden hyrs ut som privatbostad och är ett statligt byggnadsminne sedan november 2006.